# Radek Scherfer
Radek Scherfer (* 26. prosince 1974) je český politik, od října 2024 místopředseda SOCDEM, od září 2024 zastupitel Ústeckého kraje, v letech 2006 až 2010, a opět 2014 až 2018 zastupitel a radní města Kadaň.

## Kariéra
Od roku 2006 pracoval na Zastupitelstvu města Kadaň, kde byl i členem rady. V roce 2002 se stal členem České strany sociálně demokratické (od roku 2023 Sociální demokracie). Následně začal pracovat na zastupitelstvu Ústeckého kraje. Od roku 2011 je předsedou krajské organizace Sociální demokracie v Ústeckém kraji.
V letech 2008 až 2022 byl členem představenstva Krajské zdravotní a.s., v letech 2011 až 2013 pak jejím předsedou představenstva, a následně v letech 2013 až 2022 jejím místopředsedou představenstva. 
Ve volbách do Evropského parlamentu v roce 2024 neúspěšně kandidoval za Sociální demokracii. V říjnových stranických volbách byl zvolen jako řadový místopředseda Sociální demokracie, vedené Janou Maláčovou.
V krajských volbách v roce 2024 byl z pozice člena SOCDEM zvolen zastupitelem Ústeckého kraje, a to ze 2. místa kandidátní listiny koalice „STAČILO! v Ústeckém kraji – KSČM, SOCDEM, ČSNS“.